# Полуниці садові
Полуни́ці садо́ві, суни́ці садо́ві, суниці ананасні, трускавки (Fragaria × ananassa Duchesne) — багаторічна рослина роду суниці родини розових. Являє собою гібрид, виведений штучно від схрещування двох американських видів — суниць чилійських і суниць вірґінських. Суниці садові — одна з найпоширеніших в Україні ягідних культур. Полуницями часто називають й інші види роду Fragaria — суниці зелені та суниці мускусні. Полуниці досить виразно відрізняються від культурної форми суниць лісових.

## Назва

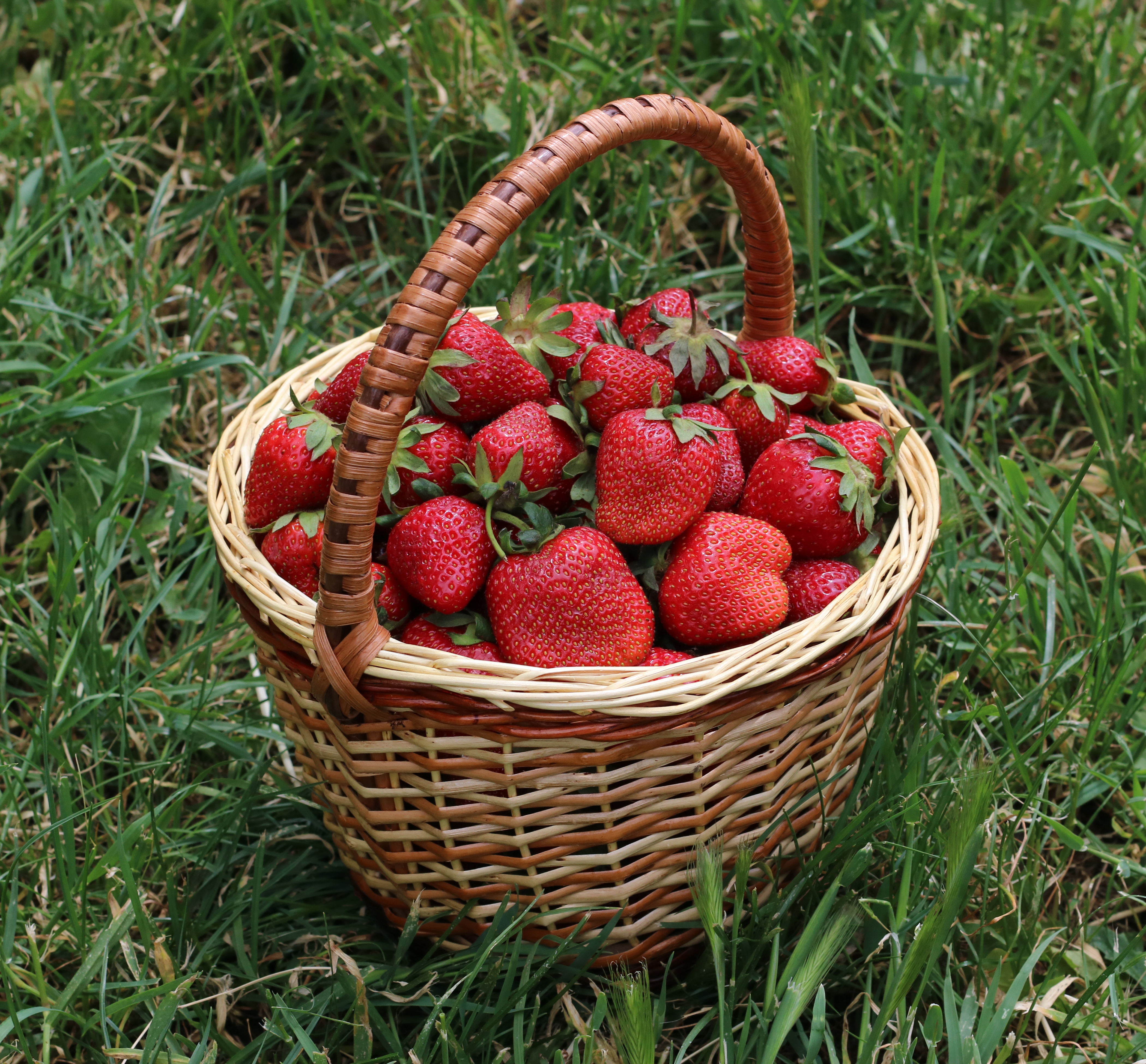
Суниці садові у кошику.

Згідно зі Словником Грінченка, слово полуниця історично вживалось щодо одного з видів роду Fragaria, а саме суниць зелених (Fragaria collina). У середині XX ст. полуницями називають вже і суниці мускусні. Сучасна мовна практика розподіляє терміни «суниці» і «полуниці» таким чином: перший вживається щодо диких, лісових ягід, другий — щодо культурних, садових (при тому, що існує також культурна форма лісових суниць).
Слово полуниці вважають похідним від дієслова паленіти (у давнішій формі *поленіти) — «яскраво горіти», «червоніти», «рум'яніти». Назва пов'язана з яскраво-червоним кольором ягід суниць зелених («полуниць»). Пор. також іншу назву полуниць — «червона ягода» і її сербські назви — рдеча јагода, црвена јагода. Інша версія пов'язує полуниця з коренем «пол-», пояснюючи назву тим, що достиглі ягоди робляться червоними тільки на сонячній стороні, половина ж в тіні залишається білою. В. І. Даль у своєму «Тлумачному словнику великоруської мови» для діал. рос. полуница припускав ранішу форму полевница, пов'язану з поле («польова ягода»).
У Російській імперії садові суниці з'явилися в XIX ст.; одним з перших був завезений сорт «Вікторія» (названий на честь королеви Вікторії), як один з найбільш морозостійких. Через це поширилася ще одна неправильна назва рослини — «вікторія», хоча сам сорт «Вікторія» у наш час практично не вирощується — його плоди погано зберігаються і не витримують транспортування.
Слово «трускавки», яке вживають щодо садових суниць на Галичині, Волині, Закарпатті, утворене від звуконаслідувального кореня trusk- («тріск», «хруст») і пов'язане або з хрускотом насінин на зубах при розжовуванні плодів, або з тріском від ламкого листя суниць. Аналогічно звучать польська (truskawki) та словацька (truskavka) назви цієї рослини. Також відомий прикметник «трускавковий», тобто «полуничний».
У радянській літературі полуницями називалися суниці зелені.
Ю. Кобів (2004) подає наукову назву Fragaria × ananassa Duchesne саме як «полуниці садові» (у множині і як полуниці, а не суниці), що можна вважати найбільш сучасною прийнятою українською науковою назвою рослини.
Родова назва Fragaria пов'язана зі словом fragrans («запашний», «ароматний»).

## Ботанічний опис
Багаторічна низькоросла трав'яниста рослина, яка утворює короткі і розгалужені кореневища та мичкуваті корені. Листки трійчасті, на ніжках висотою 25-35 см.
Суцвіття — щиток, квітки зазвичай двостатеві, п'ятипелюсткові, білого кольору. Квітконоси окремих сортів вище стебел. Багато тичинок і маточок.
Плід — багатогорішок, у побуті званий «ягодою», являє собою розросле квітколоже. Справжні плоди являють собою дрібні коричневі горішки на поверхні ягід. Ягоди зазвичай червоні, іноді рожеві чи білі, з червонуватим, рідше білим м'якушем. Дозріває рано, що особливо цінно після зимового періоду. Найвищі урожаї дає протягом трьох перших років вирощування.
За числом хромосом (Дерроу, 1966; Скотт, Лоуренс, 1981): октаплоїд 2n = 56.

## Поширення
З'явились у Голландії в XVIII столітті. У дикому стані не існують (є культигеном), оскільки являють собою результат гібридизації: здогадно суниць чилійських (від яких отримали великоплідність) і суниць віргінських (які надали їм відносну морозостійкість). Це підтверджується схожістю ознак суниць садових і цих двох видів: однаковим числом хромосом (2n = 56).

## Хімічний склад[джерело?]
Плоди містять цукри (6-9,5 %), лимонну, яблучну, хінну, саліцилову, фосфорну кислоти, при дозріванні з'являється бурштинова, сліди шикімової та гліколевої кислот; вітамін C, пектинові речовини, антоціани, каротин, ефірна олія, сліди вітаміну В; флавоноїди — кверцетин, кверцитрин.
За вмістом вітаміну С полуниці поступаються лише чорній смородині. У п'ятьох плодах середньої величини вітаміну С стільки ж, скільки в одному великому апельсині. А фолієвої кислоти в полуницях більше, ніж у малині й винограді.
У 200 г свіжих полуниць міститься 60 калорій, 4.6 г клітковини, 0 г жиру, 1,2 г білка, 14 г вуглеводів, 28 мг кальцію, 0.8 мг заліза, 20 мг магнію, 38 мг фосфору, 54 мг калію, 1,4 мг селену, 113,4 мг вітаміну С, 35,4 мкг фолієвої кислоти, 54 мг вітаміну А.

## Вирощування

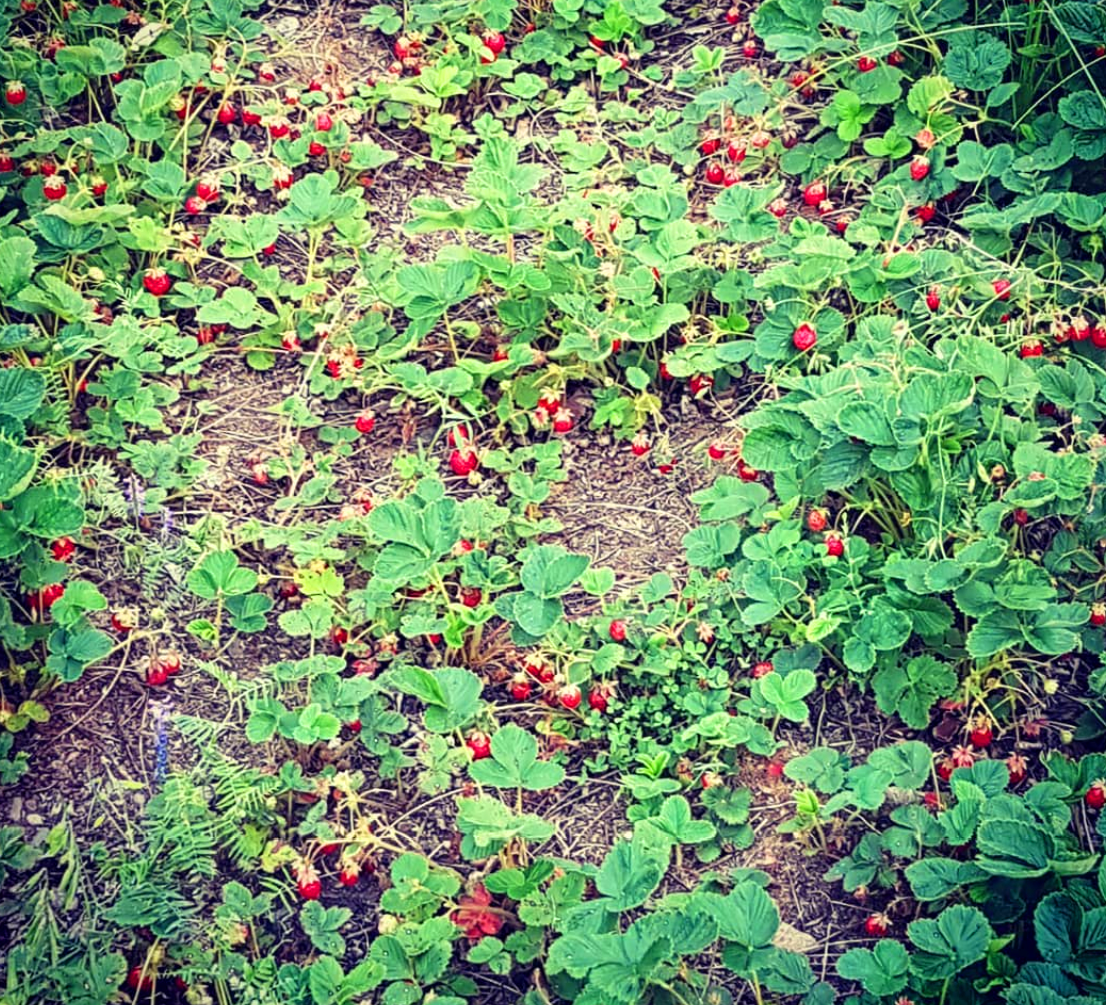
Садова полуниця. Східний Сибір

Полуниці для формування високого урожаю потребують достатньої освітленості та оптимальної вологості ґрунту. Особливо чутливі до нестачі вологи рослини у фазі цвітіння, формування урожаю, збирання ягід, диференціації бруньок (яка відбувається у другій половині серпня). Але під час вирощування полуниць на ґрунтах з рівнем ґрунтових вод вище 60-80 см від поверхні, необхідно їх розміщувати на грядах. Посуха також різко знижує зимостійкість культури. Добре плодоносити починають через 2 роки після висадження[джерело?]. Так плодоносять до 6 року.

### Розташування
Зовсім затінене або напівзатінене, але захищене, особливо від пізніх заморозків, місце; оптимально підходить для вирощування полуниць пухкий і багатий гумусом суглинний, злегка кислий піщаний ґрунт. (РН 5,5 — 6,5).

### Висаджування[джерело?]
Перед посадкою потрібно звести до мінімуму можливість пошкодження плодів паразитами. Ретельно перевірте місце для майбутньої клумби, приберіть всіх колорадських жуків. Запобігти загниванню коренів рослини поможуть фунгіцидні препарати. Для профілактики виникнення всіляких гнилей добре прогрійте на сонці верхні 7 см ґрунту. Необхідно, щоб ґрунт був глибоко розпушений і зволожений, але не мокрий.
Найкращий час висаджування — з липня по вересень при літній посадці, з середини березня до середини травня при весняній посадці; чинне правило: чим раніше в межах цих термінів виконується посадка, тим сильніше розвиваються саджанці та тим вище врожайність.
Інтервал між рослинами: 20 — 30 см в ряду, 50 — 80 см між рядами; інший розрахунок: для 25 рослин полуниць потрібно приблизно 6 м2 площі грядки. При цьому грядка шириною 120 см зручна тим, що при довжині вашої руки близько 60 см ви зможете з обох боків легко дістати до її середини.
Якщо ви використовуєте покупні саджанці, то їх слід зберігати в темному прохолодному місці з оптимальним рівнем вологості ґрунту. Власні рослини бажано відразу ж висаджувати на нове місце. Ідеальний час для висадки полуниць — весна або осінь. Кущі не можна садити дуже близько один до одного. Оптимальна відстань — 40 сантиметрів. Всі рослини потрібно додатково полити й удобрити органічним розчином.
Зазвичай, у перший рік після висадки плоди не збирають. Суниці мають набрати біомасу і вкоренитися. У теплу пору, до зав'язування плодів, рослину потрібно поливати й удобрювати. У суху погоду — полив найкраще здійснювати рано вранці раз на тиждень. Вода для поливу повинна бути тепла відстояна або джерельна. Підживлення проводиться один раз на два тижні.
Щоб плоди не загнили, під кущ можна насипати тирси. При зборі плодів слід відривати їх разом з плодоніжкою. Також потрібно час від часу обрізати вуса. У період плодоношення бажано удобрювати полуниці виключно хімічними добривами (калій, азот, фосфор, зола, перегній). У період сильних дощів, рослину потрібно вкривати та повністю припинити поливання.

### Поливання
Від посадки до виростання постійно; навесні від появи бутонів до утворення плодів підтримувати рівномірну вологість; листя, плоди та «сердечка» намагатися не мочити.

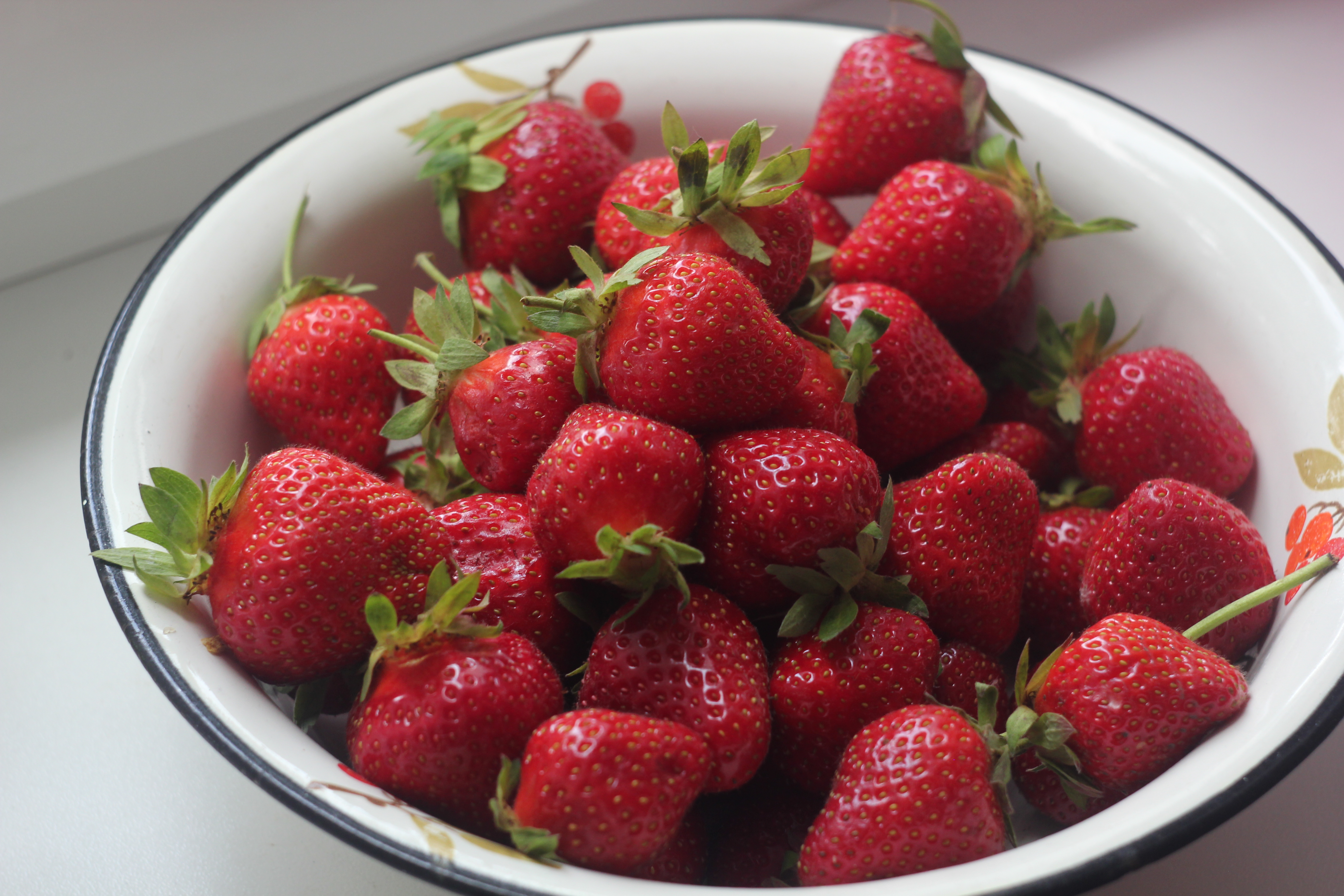

### Підживлення
Садова полуниця чутлива до солі, тому краще використовувати органічні добрива замість мінеральних; вводити при цьому не занадто багато азоту, щоб рослини не розвивали листя на шкоду утворенню квіток. Бажане постійне переважання в добриві фосфору і калію; перша підгодівля приблизно через три тижні після посадки (коли почнеться проростання), друга в серпні / вересні (після збору врожаю, але до формування бруньок для майбутнього року), кожен раз злегка зашпаровуйте в ґрунт 50 — 70 г/м² органічних добрив для ягідних культур.

### Обрізання
Вуса полуниці садової (це не стосується висячої і кучерявої суниці) завчасно видалити; при необхідності — після збору врожаю, але завжди до вересня — обрізати листя: видалити старе червоне, хворе та сухе листя («зовнішній вінець»).

### Зимовий захист
Доглянуті рослини садових полуниць за наявності снігового покриву досить морозостійкі. За відсутності снігу рослини частково підмерзають або гинуть під час морозів мінус 12-16 °C. Шкідливим для полуниць є також випадання глибокого (25-30 см) снігу на незамерзлу землю, що може спричинити випрівання рослин. При суворих місцевих умовах вкрити нетканим полотном. Негативно впливають на полуниці також ранньовесняні морози, особливо під час цвітіння. У пошкоджених квітках гине насамперед маточка, тому ягоди в них не зав'язуються. Якщо частина маточок збереглась, плоди утворюються, але вони здебільшого будуть деформовані.

## Застосування в медицині[джерело?]
Також полуниці допомагають у лікуванні гіпертонії й використовуються в медицині, як засіб, що очищає травну систему.
- Полуниця має потужну протизапальну й протимікробну дію. Тому при хворому шлунку їх прописують як ліки.
- Антисептичні властивості полуниці використовуються для лікування запальних захворювань носогорла (застосовують водний настій плодів, ним полощуть горло при ангінах і рот при стоматитах) і усувають неприємний запах з рота.
- Полуниця пригнічує розвиток вірусу грипу.
- Наявність у їх складі йоду компенсує його нестачу в повсякденній їжі й питній воді.
- Полуниці мають цукрознижувальну дію. Тому їх включають у харчування хворих на цукровий діабет[джерело?].
- Приймання натще 4-6 столових ложок свіжого суничного соку допомагає при жовчнокам'яній хворобі. При захворюваннях нирок і сечових шляхів рекомендується весь сезон уживати плоди суниць. Краще їсти щодня не менше 400 грамів.
- Полуниця є природним сечогінним засобом і заспокійливо діють на печінку. Тому при ревматизмі й захворюваннях печінки рекомендується застосовувати суничну дієту.
- Полуниці дозволяють заповнити дефіцит заліза при малокрів'ї.
- Згідно з новітніми дослідженнями, споживання в їжу суниць суттєво підсилює лібідо. Причому це твердження слушне як для чоловіків, так і для жінок. Причиною усьому є цинк, високий відсоток якого міститься в насінні суниць. Цинк є важливим елементом, що сприяє сексуальному збудженню.
- У народній медицині суниці використовували як протимікробний засіб, для лікування авітамінозів, подагри й маткових кровотеч. А також при лікуванні екземи, діатезу, шкірного висипу, невеликих ранок. Необхідно просто нанести кашку з полуниць на хворе місце.
- Плоди полуниці та відвар з їх листя нормалізують обмін речовин і тиск, рятують від безсоння. Полуниці — відмінний профілактичний засіб від таких хвороб, як атеросклероз і гіпертонія.
- Полуниця — сильний алерген. Схильним до алергії потрібно зменшити кількість їх споживання або запивати їх будь-яким кисломолочним продуктом. Полуниці також протипоказані при підвищеному виділенні шлункового соку, тривалих шлункових і печінкових кольках і апендициті. Маленьким дітям і вагітним жінкам суниці й напої з їх листя треба вживати особливо обережно.

## Зберігання полуниць[джерело?]
При купівлі полуниці у магазині або на ринку вибирайте міцні яскраво-червоні плоди зі свіжими квітконіжками. Видалення або руйнування останніх викликає руйнування вітаміну С у плодах. Якщо хоча б одна суниця в упакуванні почала пліснявіти, то спори цвілі вже поширилися й на інші плоди, хоча це може бути непомітно неозброєним оком.
Зберігання в холодильнику не робить плоди смачнішими або кориснішими. Зберігати суницю при кімнатній температурі можна не довше декількох годин — цей процес теж сприяє руйнуванню вітаміну С і потемнінню плодів. Щоб зберегти полуниці в найкращому стані, потрібно вільно скласти немиті плоди в простору місткість у 2-3 шари (не більше!), а зверху натягнути пластикову плівку. У такому виді ягоди можуть зберігатися в нижньому відділенні холодильника протягом 2-3 днів.
Плоди, які ви не плануєте вжити відразу ж, краще збирати рано вранці або в прохолодний день.
Мийте полуницю безпосередньо перед уживанням під струменем холодної води, склавши їх у друшляк. Ніколи не залишайте плоди лежати у воді — вони втратять і зовнішній вигляд, і корисні якості. Вживати зібрані або куплені полуниці краще якомога швидше. Свіжі полуниці добрі в будь-якому вигляді: з мюслями й кашею на сніданок, у фруктових коктейлях, у фруктових салатах, з вершками або сметаною.

## Шкідники
- Листокрутка сунична
- Довгоносик землистий
- Довгоносик малиново-суничний

## Цікавий факт
Назву українського міста Трускавець деякі вважають похідною від одної з назв садової суниці («трускавка»). Проте, відомо, що у Європі вона з'явилася лише після 1714 року, а місто відоме з XV ст. Запропонована версія походження від литовського druska («сіль»): Прикарпаття було значним центром солеваріння. На користь цього варіанту свідчать тісні міждержавні стосунки Галицько-Волинського князівства і Великого Князівства Литовського у XII—XV ст. Однак, як вважають більшість дослідників, назва Трускавець походить від давньоруського імені Трушко, або Трусько, звідки Трускович, згодом — Трускавець.